# Lumea (revistă)
Lumea este o revistă lunară de politică internațională care apare în București.